# Cunonia pterophylla
Cunonia pterophylla är en tvåhjärtbladig växtart som beskrevs av Schlechter. Cunonia pterophylla ingår i släktet Cunonia och familjen Cunoniaceae. Inga underarter finns listade i Catalogue of Life.